# سینگایر
سینگایر (به لاتین: Singair) یک منطقهٔ مسکونی در بنگلادش است که در ناحیه منیک‌گنج واقع شده‌است. سینگایر ۲۱۷٫۳۸ کیلومتر مربع مساحت و ۲۳۱٬۶۲۸ نفر جمعیت دارد.